# Paramacay
 (avril 2009).
Paramacay, est un cacique du Venezuela d'origine cumanagoto, qui a vécu dans la seconde moitié du XVIe siècle. Son territoire s'étendait entre la côte de Barlovento dans l'actuel État de Miranda et Catia La Mar dans l'État de La Guaira.

## Sources
- (es) Kenny Rodríguez Díaz (KennyDiazH), La Sagrada Corte India Venezolana: I Parte, 2013 (lire en ligne).